# Пісочне (Самарська область)
Пісочне (рос. Песочное) — село в Безенчуцькому районі Самарської області Російської Федерації.
Населення становить 957 осіб. Входить до складу муніципального утворення сільське поселення Пісочне.

## Історія
Населений пункт розташований у межах українського етнічного та культурного краю Жовтий Клин.
Від 2005 року входило до складу муніципального утворення сільське поселення Пісочне.

## Населення
| 1910 | 1913 | 1926 | 2010 | 2012 | 2013 | 2014 |
| ---- | ---- | ---- | ---- | ---- | ---- | ---- |
| 61   | ↗75  | ↗101 | ↗875 | ↗909 | ↗912 | ↗943 |
| 2015 | 2016 |      |      |      |      |      |
| ↘940 | ↗957 |      |      |      |      |      |